# Aphis armata
De Aphis armata is een halfvleugelig insect uit de familie van de Aphididae.
De soort komt voor in Centraal- en Zuid-Europa en het Midden-Oosten. Het dier leeft van vingerhoedskruid. De vleugelloze insecten (apteren) zijn zwart en vrijwel niet te onderscheiden van de zwarte bonenluis (A. fabae). De lichaamslengte is 2,2 tot 2,9 millimeter.